# Stagonospora anglica
Stagonospora anglica är en svampart som beskrevs av Cunnell 1956. Stagonospora anglica ingår i släktet Stagonospora och familjen Phaeosphaeriaceae.   Inga underarter finns listade i Catalogue of Life.